# Werner (Verkehrsunternehmen)

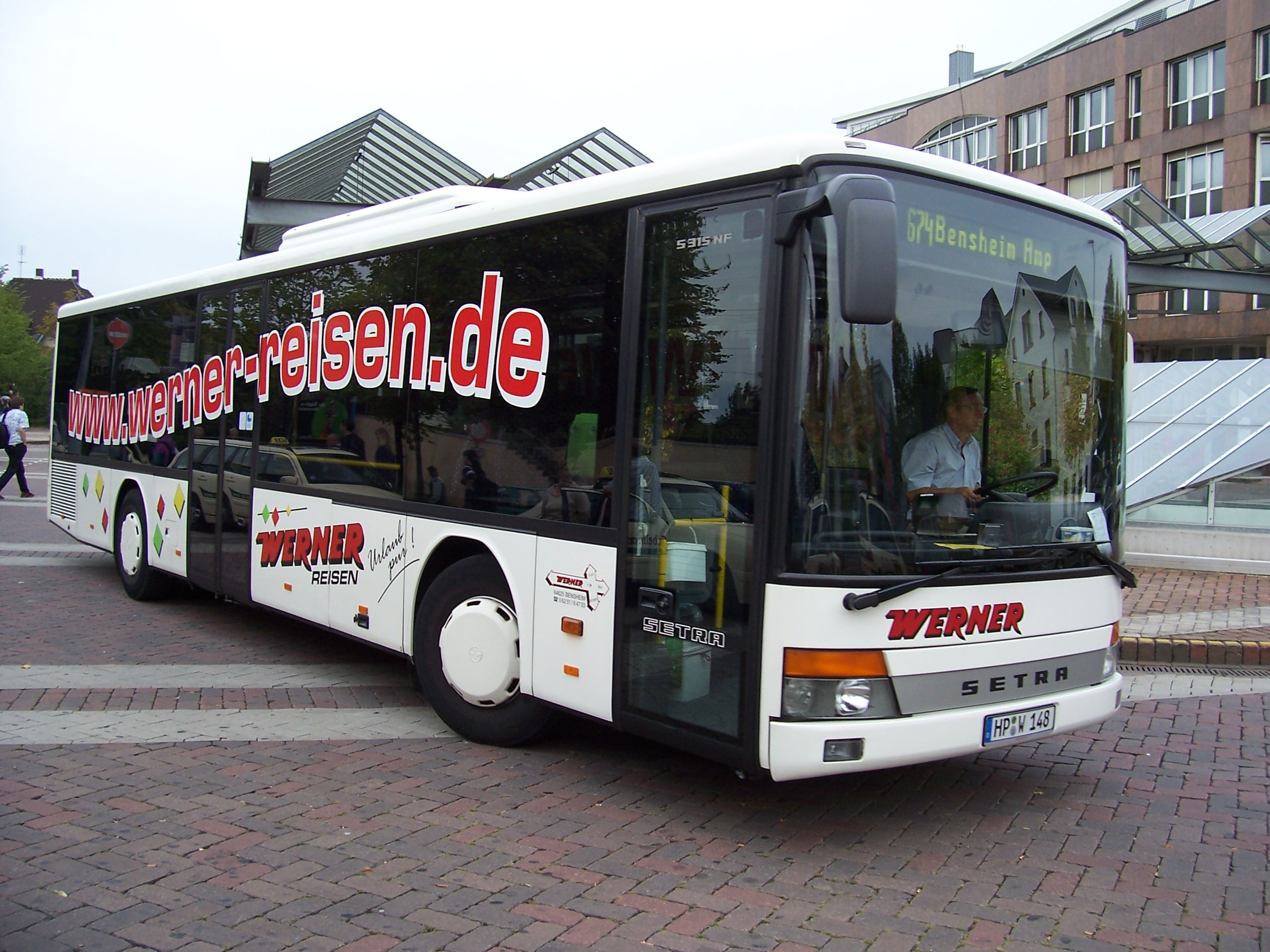
Setra S 315 NF im Bensheimer Stadtverkehr

Verkehrsgesellschaft Werner GmbH & Co. KG war ein Verkehrsunternehmen mit Sitz in Bensheim, das im Rhein-Neckar-Raum und im Rhein-Main-Gebiet öffentlichen Personennahverkehr betrieb.
Das Unternehmen wurde am 1. November 2013 von der Transport Capital AG gekauft.
Es war bis zum 31. Oktober 2013 eine Tochtergesellschaft der Abellio GmbH und ist im Dezember 2006 durch Übernahme des 1927 von Heinrich Werner gegründeten Familienunternehmens Werner Reisen GmbH & Co. KG entstanden, das bis zu diesem Zeitpunkt der größte private Omnibusbetrieb im Landkreis Bergstraße war und auch über einen Betriebshof mit Werkstatt und Abstellplätzen in Bensheim verfügt. Der Reisebüro- und Buchungsbetrieb des bisherigen Unternehmens wurde aus dem Busunternehmen in die RB Reisen GmbH – ein Mannheimer Unternehmen, das 1989 von Werner übernommen wurde – ausgegliedert.
Die Übernahme durch Abellio erfolgte, da Werner sich für den regionalen Wettbewerb um Buslinien rüsten wollte und Abellio sein Verkehrsgebiet in Hessen, wo 2006 bereits die Verkehrsgesellschaft Mittelhessen GmbH (VM) übernommen wurde, ausdehnen wollte. Geschäftsführer des Unternehmens blieb Thomas Werner, der das Unternehmen in dritter Generation bereits vor der Übernahme führte.
Nach der Übernahme durch Abellio hatte sich das Unternehmen auch an mehreren Ausschreibungen im Rhein-Main- und Rhein-Neckar-Raum beteiligt und bei zwei Linienbündeln den Zuschlag erhalten. So wurde ab Dezember 2007 das vom VRN ausgeschriebene Linienbündel St. Leon-Rot/Sandhausen bei Heidelberg mit den Linien 719 bis 722 und das vom RMV ausgeschriebene Linienbündel LDD-Darmstadt/Dieburg mit den Linien 672, 673, 674, 679, 682 und 684 von Werner betrieben. Um alle hinzugewonnenen Linien betreiben zu können, plante das Unternehmen zahlreiche, zum Teil fabrikneue, Busse zu beschaffen und auch neue Mitarbeiter einzustellen.
Im November 2007 erhielt Werner zudem den Zuschlag für die beiden vom VRN ausgeschriebenen Linienbündel Ried und Linie 644 mit den Linien 641 bis 645, welche seit dem 8. Juni 2008 von Werner betrieben werden.
Werner war auch an der 2000 gegründeten Nahverkehrs-Service GmbH (NVS) beteiligt, einem Zusammenschluss mehrerer regionaler Busunternehmen in Südhessen und angrenzenden Regionen, der seinen Sitz bei Werner in Bensheim hatte und an der auch die HEAG mobilo GmbH aus Darmstadt, die RNV-Tochter Omnibusbetriebe Beth GmbH in Lampertheim und die First-Group-Tochter Arthur Merl GmbH & Co. KG in Speyer beteiligt sind.
Es zeigte sich in der Vergangenheit immer wieder, dass Werner das Linienbündel nicht mit Professionalität bewirtschaftete. So machte Werner vor allem mit häufigen unangekündigten Busausfällen, unfreundlichen und ortsunkundigen Busfahrern Schlagzeilen.
Am 11. März 2015 stellte das Unternehmen einen Insolvenzantrag. Bereits am 30. März 2015 übernahm die BRN das Linienbündel St. Leon-Rot/Sandhausen.